# Tom Angelripper
Thomas Such (Gelsenkirchen, Njemačka, 19. veljače 1963.), poznatiji pod umjetničkim imenom Tom Angelripper, osnivač je, basist, vokalist i glavni tekstopisac njemačkog thrash metal sastava Sodom.

## Životopis
Thomas Such rođen je u Gelsenkirchenu, 19. veljače 1963. godine, gdje je i naučio svirati bas-gitaru dok je radio u rudnicima ugljena. Kad je nekoliko godina kasnije osnovao njemačku thrash metal skupinu Sodom, počeo se koristiti pseudonimom Tom Angelripper. U početku je bio samo basist, ali ubrzo je postao i pjevač.
Angelripper je s gitaristom Frankom "Aggressorom" Testegenom i bubnjarom Rainerom "Bloody Monsterom" Fockeom 1982. godine osnovao Sodom, želeći napustiti rudnik ugljena u kojem su sva trojica radila.
Angelripper također ima i osobni projekt pod imenom "Onkel Tom Angelripper", u kojem izvodi prepjeve njemačkih šlagera i dječjih pjesama u metal aranžmanu. Do sad je objavio čak šest albuma.

## Diskografija

### Sodom
- Obsessed by Cruelty (1986.)
- Persecution Mania (1987.)
- Agent Orange (1989.)
- Better Off Dead (1990.)
- Tapping the Vein (1992.)
- Get What You Deserve (1994.)
- Masquerade in Blood (1995.)
- 'Til Death Do Us Unite (1997.)
- Code Red (1999.)
- M-16 (2001.)
- Sodom (2006.)
- The Final Sign of Evil (2007.)
- In War and Pieces (2010.)
- Epitome of Torture (2013.)
- Decision Day (2016.)

### Samostalno
Studijski albumi
- Ein schöner Tag... (1996.)
- Ein Tröpfchen voller Glück (1998.)
- Ein Strauß bunter Melodien (1999.)
- Ich glaub' nicht an den Weihnachtsmann (2000.)
- Nunc Est Bibendum (2011.)
- H.E.L.D. (2014.)